# سيكوندو دي مارشي
سيكوندو دي مارشي (بالإيطالية: Secondo De Marchi)‏ (30 يوليو 1911 – 1995) هو ملاكم إيطالي راحل، مثّل بلاده في الألعاب الأولمبية الصيفية 1936.

## روابط خارجية
سيكوندو دي مارشي على موقع أوليمبيديا (الإنجليزية)